# Christian Krohg

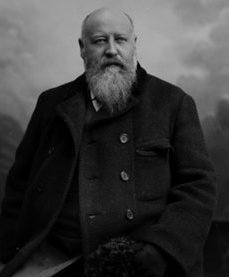
Christian Krogh

Christian Krohg a fost un pictor și scriitor norvegian. Krogh a studiat pictura în Germania. Întors în Norvegia în 1879, a jucat un rol foarte important în cadrul „școlii de la Skagen”. Între 1902 și 1910 a fost profesor de pictură la Paris (Montparnasse), iar apoi profesor și director al Academiei de Arte Frumoase de la Oslo.

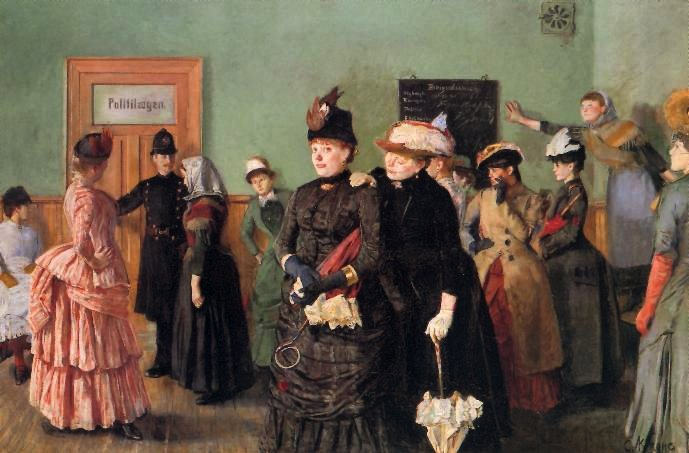
Albertine i politilægens venteværelse (Albertine în sala de aşteptare a medicului de poliţie)
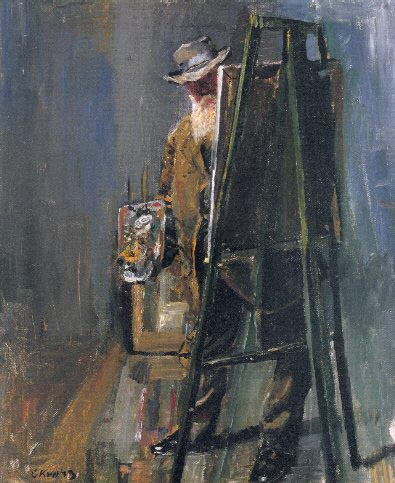
Selvportrett med staffeli (Autoportret cu şevalet)
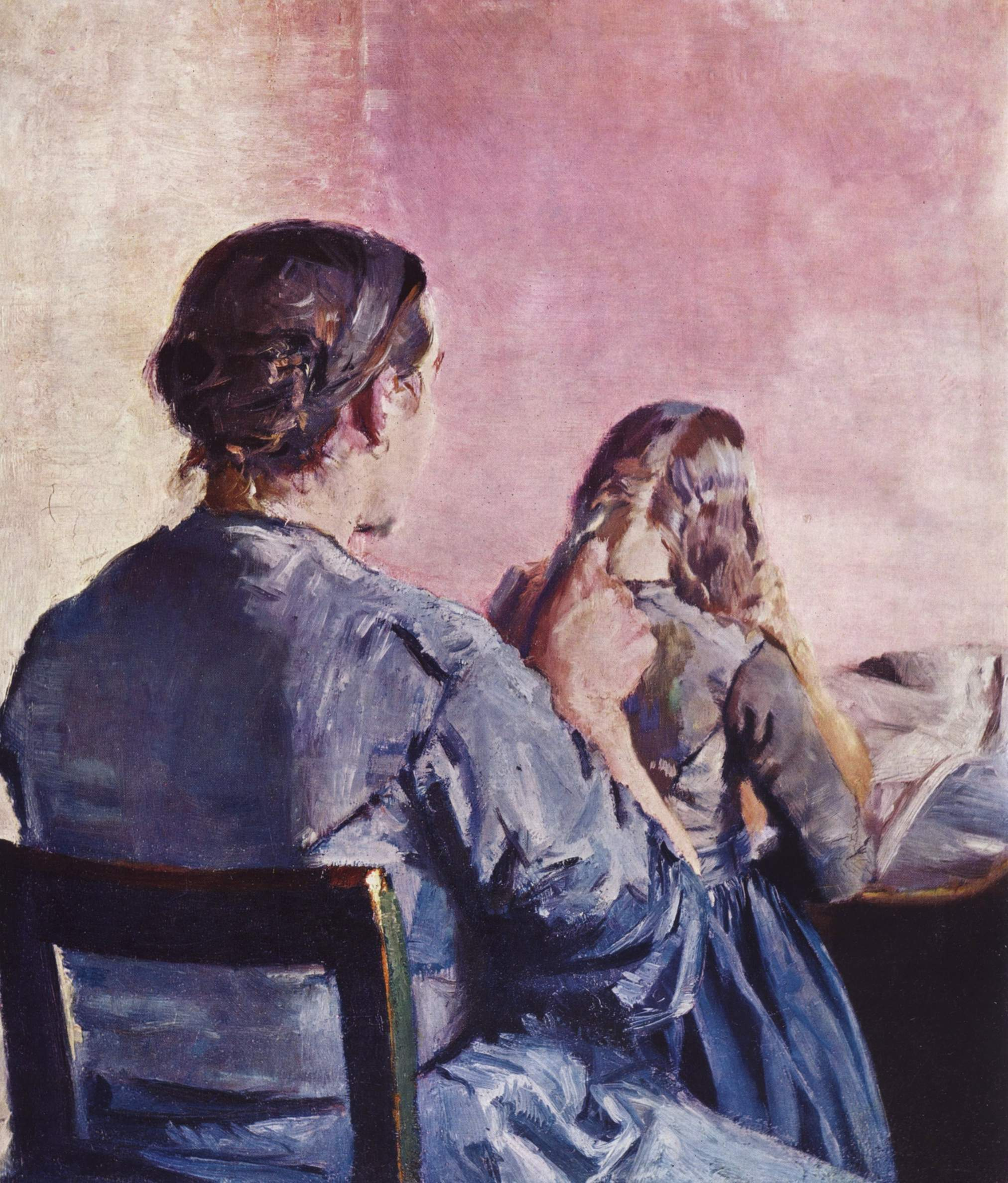
Håret flettes (Împletitul părului)
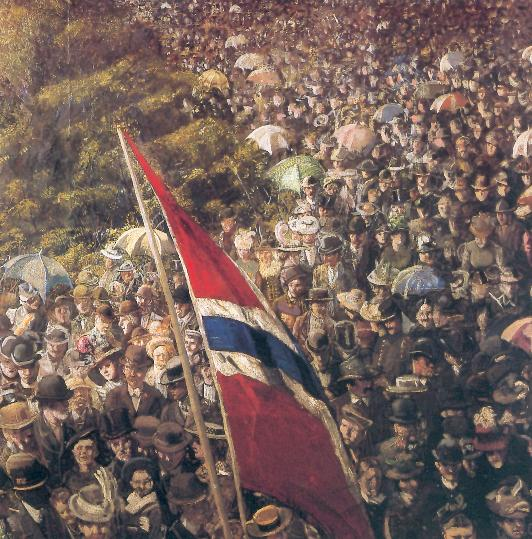
17 mai
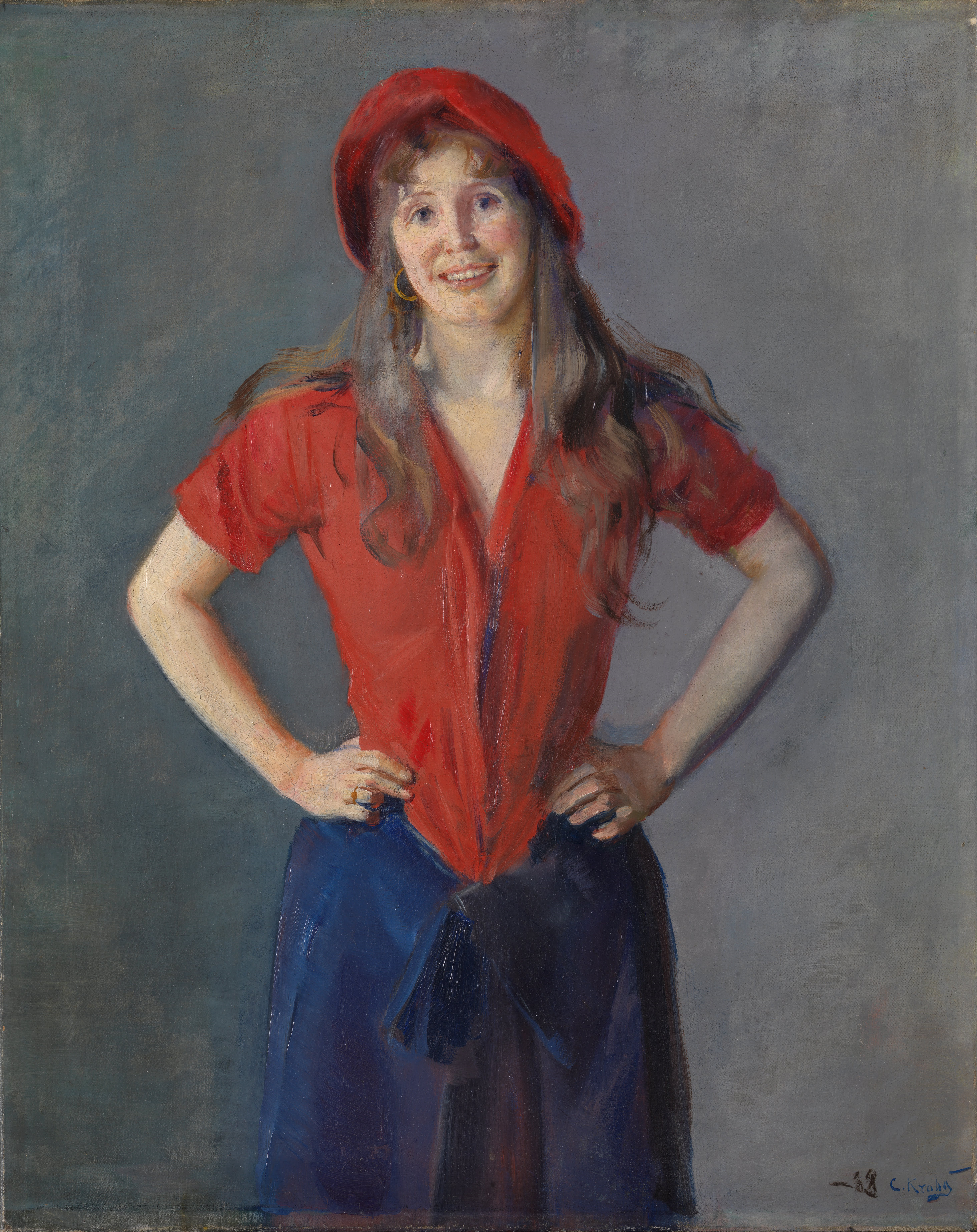
Portretul lui Oda Krohg